# 2024년 미국 대통령 선거 델라웨어주
이 문서는 2024년 11월 5일에 실시할 2024년 미국 대통령 선거에서 델라웨어주 지역 데이터이다.

## 경선

### 민주당
민주당은 2024년 4월 2일에 프라이머리를 치루기로 했으나, 2024년 2월 2일에 경선을 치루지 않기로 결정했다.

### 공화당
공화당은 2024년 4월 2일에 프라이머리를 치루기로 했으나, 2024년 3월 19일에 경선을 치루지 않기로 결정했다.

## 본선

### 선거인단
이번 대통령 선거에서 델라웨어주의 선거인단 단원 수는 3명으로, 승자독식 방식으로 델라웨어주에서 이긴 후보의 단원이 모두 2025년 1월 6일에 있을 선거인단 선거에서 투표한다.
| 번호 | 구분 | 민주당 | 공화당 |
| ---- | ---- | ------ | ------ |
| 1    | 상원 |        |        |
| 2    | 상원 |        |        |
| 3    | 하원 |        |        |

### 개표 결과

2024년 미국 대통령 선거 델라웨어주 군별 결과
카멀라 해리스
카멀라 해리스가 득표율 50%대로 1위
카멀라 해리스가 득표율 60%대로 1위
도널드 트럼프
도널드 트럼프가 득표율 50%대로 1위

2024년 미국 대통령 선거 델라웨어주 2020년 대비 당 후보별 득표율 이동 정도
민주당
민주당으로 2.5%p 미만 전향
공화당
공화당으로 2.5%p 미만 전향
공화당으로 2.5%p 이상 전향

군별 결과
| 군명     | 지도 | 카멀라 해리스 | 카멀라 해리스 | 도널드 트럼프 | 도널드 트럼프 | 기타 후보의 합 | 기타 후보의 합 |
| 군명     | 지도 | 득표 수       | 득표율        | 득표 수       | 득표율        | 득표 수        | 득표율         |
| -------- | ---- | ------------- | ------------- | ------------- | ------------- | -------------- | -------------- |
| 켄트군   |      | 44,222        | 50.09%        | 42,458        | 48.09%        | 1,609          | 1.82%          |
| 뉴캐슬군 |      | 180,700       | 65.27%        | 90,868        | 32.82%        | 5,291          | 1.91%          |
| 서식스군 |      | 64,836        | 43.88%        | 81,025        | 54.83%        | 1,903          | 1.29%          |
| 전체     | 전체 | 289,758       | 56.49%        | 214,351       | 41.79%        | 8,803          | 1.72%          |

## 같이 보기
- 2024년 미국 대통령 선거